# المروج
المُرُوجْ: هي مدينة في الضاحية الجنوبية لتونس العاصمة. وهي في ولاية بن عروس باستثناء حي المروج 2 الذي يوجد في ولاية تونس،
يوجد في المدينة 113.964 نسمة في عام 2017
، مما يجعلها أكبر بلدية في ولاية بن عروس. بل هو مركز إقليمي لتونس الكبرى.
تقع على بعد بضعة كيلومترات من تونس، بين بن عروس وسبخة السيجومي، و هي جزء من تونس الكبرى. تم إدخال خط المترو إلى المروج في عام 2008 في إطار مشروع لربط الضاحية الجنوبية بالعاصمة ما مكّن من مزيد لازدهار المدينة وجعلها قطبا حضاريا مهما .

## التسمية
المُروج هي جمع كلمة مَرج والتي تعني الأَرضٌ الواسعةٌ ذاتُ نبات ومَرْعًى للدَّوابِّ أي المكان المليء بالحدائق والبساتين.

## الموقع
تقع مدينة المروج جنوب العاصمة و تمثل جزء من تونس الكبرى تمسح حوالي 1270 هكتار إلا أنها تمتد إلى جل التقاسيم المحدثة بها و من بينها التقاسيم المنجزة من طرف الوكالة العقارية للسكنى مما يرفع مساحتها إلى 1500 هكتار . تحد المدينة مدن مجاورة ذات أهمية من ناحية الكثافة السكانية وأخرى ذات أهمية اقتصادية منها المناطق الصناعية ببئر القصعة ونعسان والمغيرة ما يدل على الأهمية الاستراتجية للمدينة كمنطقة يمر من خلالها مواد الإنتاج نحو العاصمة. تبعد المدينة نحو 2.5 كم على ميناء رادس حلق الواد بالتالي الساحل لم يزل مرجع نظر المدينة تابعا لولاية بن عروس التي تمثل فيها المروج أحد أهم مدنها نظراً لكون الولاية تحتوي على مناطق أخرى قديمة تعوزها التنمية مقارنة معها
أما حدودها :
- شمالا : الطريق الرئيسيـــــة رقم 3
- شرقا : الطريق السيارة الجنوبيــة
- الجنوب الشرقي : الطريق المتوسطية رقم 39
- الجنوب الغربي : منطقة فوشانــة

## التقسيم
مدينة المروج مقسمة إلى خمس أحياء (مرقمة كما يلي 1، 3، 4، 5، 6)، يمثّل محورها الرّئيسي شارع الشّهداء الذي يقسم المدينة إلى قسمين شرقي وغربي. تعهدت بالتقسيم العمراني للمروج الوكالة  الوطنية للسكني عبر تقسيم المنطقة إلى وحدات وأراضي تصلح للبناء العمراني وقد تم إحصاء ما يقارب 20000 وحدة سكنية بالمروج .